# 김홍렬
김홍열(金弘烈, 1939년 ~ 2018년 5월 3일)은 대한민국의 제19대 해군참모총장이다.

## 생애
1962년 해군사관학교 16기 졸업과 함께 항해소위로 임관했다. 능라함장과 대구함장을 거쳤고 장관급 장교에 오르면서 합동참모본부 무기체계부장, 전력평가부장 등을 거쳤다. 당시 갓 합참이 명예직에서 실질적인 군 최선임으로 변모하던 시절이었다. 사실 이 시절만 해도 아직은 그렇게 자리를 잡지는 못 한 터라 집에 갈 사람들이 앉는 자리란 인식이 강했고 김홍열 소장도 곧 예편할 거란 예측이 우세했다. 하지만 1993년 5월 26일 전임자였던 김철우 제독이 해군인사와 율곡사업 관련 비리로 경질되고 다른 해군의 중장들도 모두 전역 조치되면서 해군소장에서 중장으로 진급하여 중장으로 해군참모총장이 되었다. 합참에서 근무하느라 해군 제독으로 보직도 거의 안 거친 상태에서 해군의 정점에 오른 것. 1년의 최저복무기간을 채운 뒤에 대장으로 승진하였다. 1995년에 전역하였다. 2018년 5월 3일 오전 9시 20분 경 향년 79세로 별세했다. 그후 국립대전현충원 장군 제2묘역에 안장되었다.

## 학력
- 1962년 해군사관학교 16기 학사
- 1967년 국방대학교 행정학사 12기

## 경력
- 1972. 5. ~ 1973. 5. 능라함장
- 1981. 1. ~ 1982. 1. 대구함장
- 1987. 5. ~ 1988. 1. 제8전비전단장 (제2대)
- 1988. 1. ~ 1989. 1. 해군작전사령부 부사령관
- 1989. 1. ~ 1990. 9. 제1함대사령관 (제3대)
- 1991. 12. ~ 1992. 3. 합동참모본부 무기체계부장
- 1992. 3. ~ 1993. 5. 합동참모본부 전력평가부장
- 1993. 5. ~ 1995. 4. 해군참모총장 (19대)
- 2006. 4. ~ 2012. 4. 대한민국 재향군인회 해군부회장